# Eibauer Bierzug

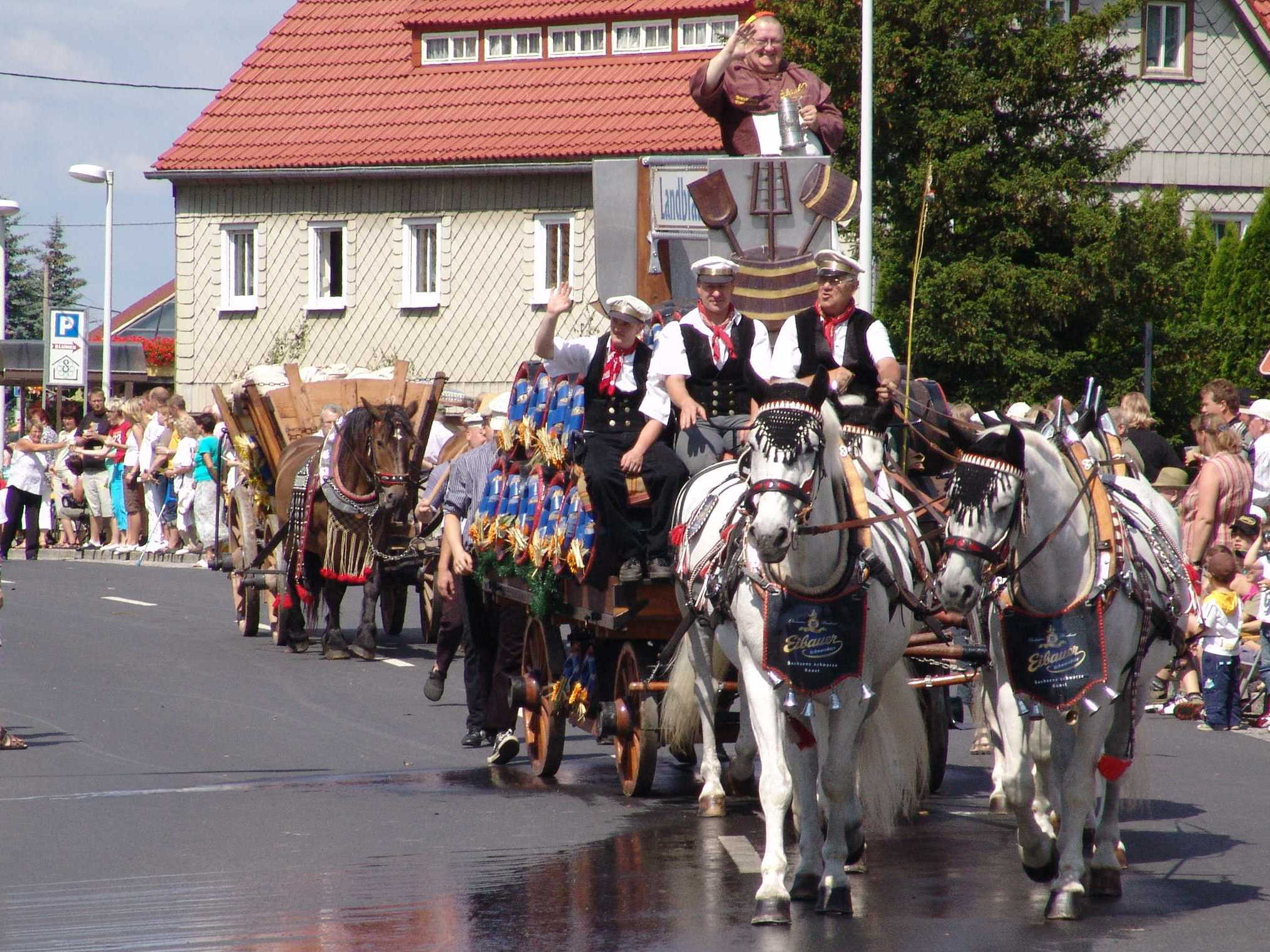
Impression vom 16. Eibauer Bierzug
Hier das Gespann der Privatbrauerei Eibau

Der Eibauer Bierzug (eigentlich Eibauer Bier- und Traditionszug) ist ein „Volks- und Traditionsfest“ zur (Brau-)Tradition in der Oberlausitz, das alljährlich Ende Juni in Eibau stattfindet. Seit 1993 wird mit einem Festumzug vom Gasthaus „Waldkretscham“ Walddorf (50° 59′ 46,8″ N, 14° 38′ 15,6″ O) entlang der B 96 zum Festplatz am „Volkshaus“ (50° 59′ 10,4″ N, 14° 39′ 44,7″ O) an den historisch verbürgten Bierstreit zwischen Görlitz, Löbau und Zittau im 17. Jahrhundert erinnert.
Zu sehen sind beim „Bierzug“ viele Zwei-, Vier- und Sechsspänner, insbesondere Prachtgespanne sächsischer Brauereien. Des Weiteren ist viel historische Technik zu bestaunen, zum Beispiel verschiedene Handdruckspritzen der benachbarten Feuerwehren, alte Zwei- und Vierradfahrzeuge sowie alte Landmaschinen. In musikalischer Hinsicht wird Blasmusik von Spielmannszügen und Blaskapellen dargeboten.